# Віергор (Вісконсин)
Віергор (англ. Weirgor) — місто (англ. town) в США, в окрузі Соєр штату Вісконсин. Населення — 311 особа (2020).

## Демографія
Згідно з переписом 2010 року, у місті мешкали 332 особи в 154 домогосподарствах у складі 94 родин. Було 267 помешкань
Расовий склад населення:
| - 93,1 % — білих - 1,8 % — корінних американців - 0,6 % — азіатів - 0,3 % — чорних або афроамериканців |

До двох чи більше рас належало 4,2 %. Частка іспаномовних становила 0,6 % від усіх жителів.
За віковим діапазоном населення розподілялося таким чином: 14,2 % — особи молодші 18 років, 62,9 % — особи у віці 18—64 років, 22,9 % — особи у віці 65 років та старші. Медіана віку мешканця становила 50,5 року. На 100 осіб жіночої статі у місті припадало 108,8 чоловіків;  на 100 жінок у віці від 18 років та старших — 114,3 чоловіків також старших 18 років.
Середній дохід на одне домашнє господарство  становив 65 072 долари США (медіана — 50 972), а середній дохід на одну сім'ю — 80 376 доларів (медіана — 56 458). Медіана доходів становила 51 111 долар для чоловіків та 27 375 доларів для жінок. За межею бідності перебувало 8,6 % осіб, у тому числі 8,7 % дітей у віці до 18 років та 6,8 % осіб у віці 65 років та старших.
Цивільне працевлаштоване населення становило 133 особи. Основні галузі зайнятості: виробництво — 21,8 %, освіта, охорона здоров'я та соціальна допомога — 16,5 %, будівництво — 16,5 %.